# Николай (Йоканович)
Епи́скоп Никола́й (серб. Епископ Николај, в миру Але́кса Йока́нович, серб. Алекса Јокановић; 4 (17) марта 1874, Шобадине, община Билеча — 26 марта 1943, Сокобаня) — епископ Сербской православной церкви, епископ Захумско-Герцеговачский.

## Биография
Получил начальное образование в Мостаре и Сараеве. В 1893 году окончил духовную семинарию в Релеве. В 1894 году поступил на богословский факультет Черновицкого университета, который с успехом закончил в 1898 году.
В том же году решением Архиерейского Синода назначен учителей духовной семинарии в Релеве, где он оставался до 1901 года.
В 1901 году получил сан священника советником новооснованной консистории Банялучско-Бихачской епархии.
Для ревностное священническое служение в 1905 году был награждён красным поясом. В 1912 году был возведён в сан протоиерея. В 1920 года Архиерейский Синод наградил его правом ношения наперсного креста.
В должности советника в консистории оставался до 1923 года, когда согласно прошению ушёл в отставку и назначен настоятелем монастыря Гомионицы. В Монастыре Гомионица он надолго не задержался, но за короткое время ему удалось улучшить его духовную жизнь и экономику.
Митрополит Черногорско-Приморский Гавриил (Дожич) пригласил его в Черногорско-Приморскую митрополию и предложил ему, чтобы принять его обязанности архиерейского заместителя. Протоиерей Алекса согласился и занял эту должность в июле 1935 года. В том же году Монастыре Острог был пострижен в монашество с именем Николай.
В 1936 году назначен настоятелем монастыря Святого Петра Цетинского в Цетине. В апреле того же года произведен в чин протосинкелла, а в 1937 году — в сан архимандрита.
22 июня 1938 года решением Архиерейского Собора Сербской православной церкви избран епископом Будимлянским (по другим данным Полимского), викарием Патриарха Сербского Гавриила (Дожича).
Его хиротония состоялась на день святого Петра (Петровдан) 29 июня (12 июля) того же года в Цетинском монастыре. Его кафедра располагалась в Цетине.
8 декабря 1939 года избран епископом Захумско-Герцеговачским.
После апрельского крушения Королевства Югославии, власти Независимого государства Хорватия хотели его убить. Несколько раз его подвергали жестокому обращению и насилию. От верной смерти спасло его итальянское военное командование в Мостаре. После долгих мучений и бед он отбыл в Сербию, где, измученный и изгнанный, скончался в Соко-Бани 26 марта 1943 года.